# Těně
Těně (en allemand : Tien) est une commune du district de Rokycany, dans la région de Plzeň, en République tchèque. Sa population s'élevait à 295 habitants en 2021.

## Géographie
Těně se trouve à 15 km à l'est de Rokycany, à 31 km à l'est de Plzeň et à 59 km à l'ouest-sud-ouest de Prague.
La commune est limitée par Mýto et Olešná au nord, par Zaječov et Obecnice à l'est, par Nepomuk au sud et par Strašice à l'ouest.

## Histoire
La première mention écrite du village date de 1391.

## Galerie

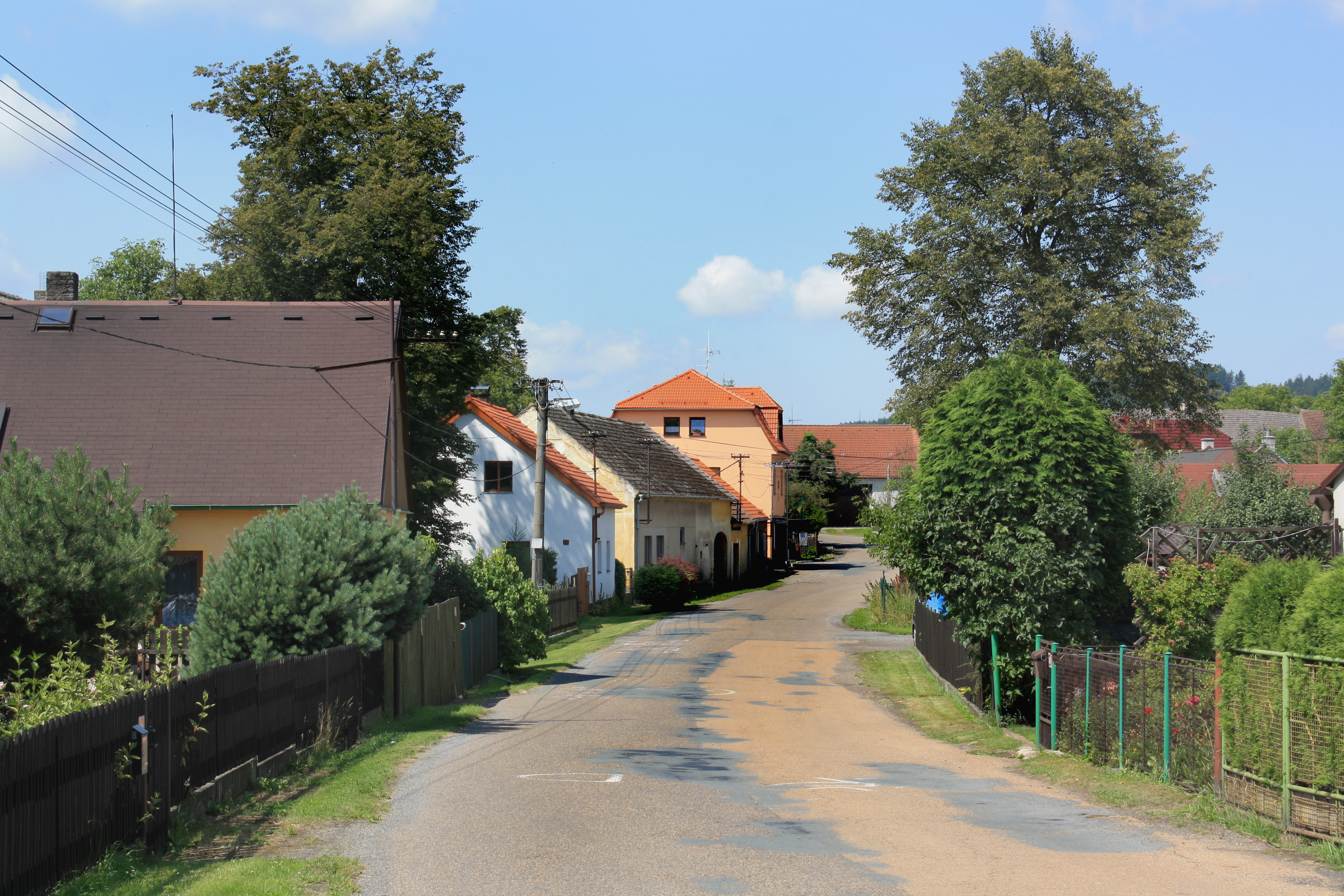
Těně : rue principale.
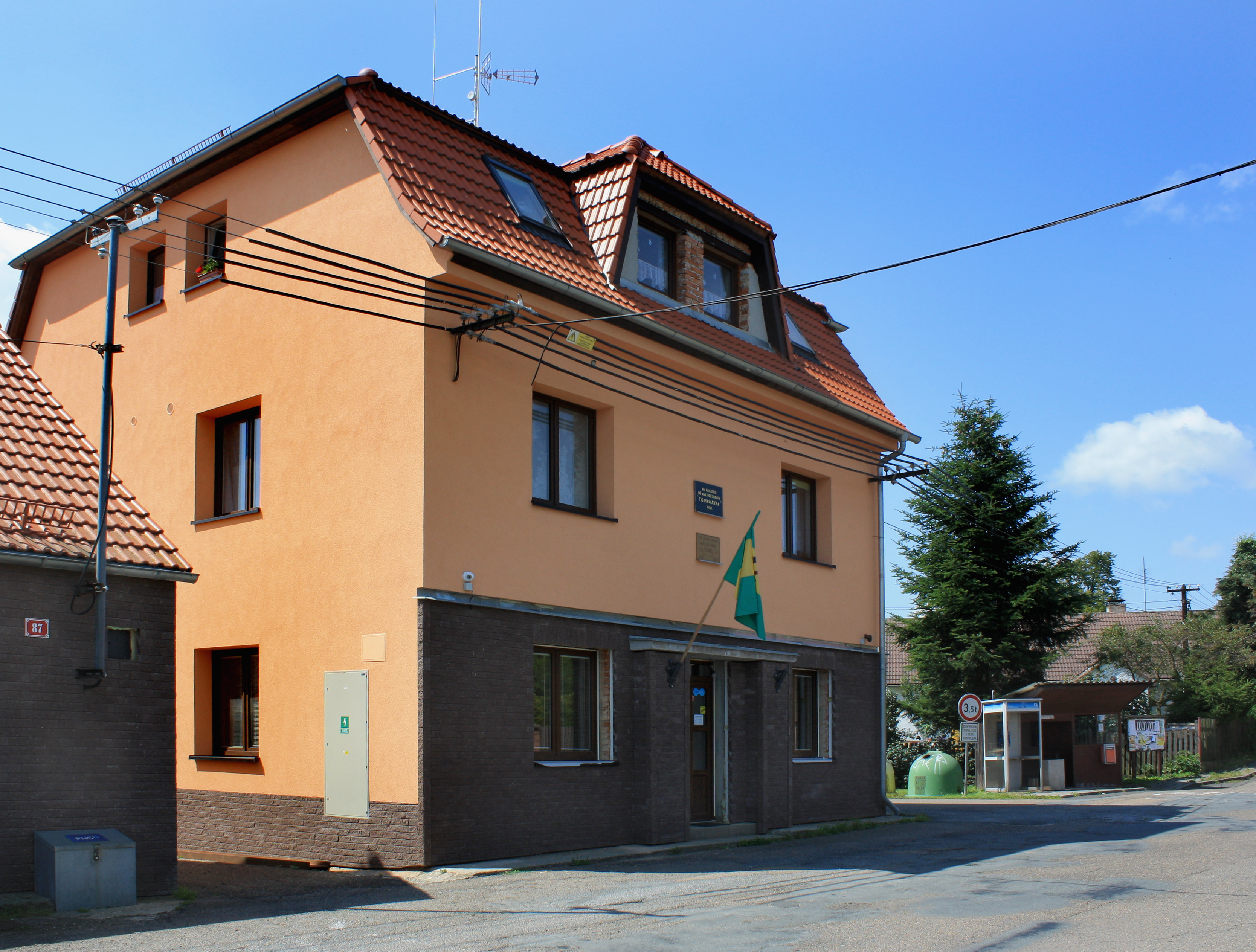
Těně : la mairie.

## Transports
Par la route, Těně se trouve à 8 km de Mýto, à 19 km de Rokycany, à 36 km de Plzeň et à 70 km de Prague.